# Ivar Ljungquist
Adolf Ivar Ljungquist, född 27 maj 1892 i Kristdala, Kalmar län, död 27 maj 1956 i Linköping, var en svensk tidningsman och romanförfattare.

## Biografi
Ivar Ljungquist var son till redaktör David Ljungquist och från 1915 gift med Dagmar Karlsson. Ljungquist var medarbetare i Oscarshamnsposten 1909–1910, i Hässleholmstidningen Norra Skåne 1910–1913, i Svenska Notisbyrån 1912–1931, i Presscentralen 1916–1917, redaktionssekreterare i Social-Demokraten 1917–1919, notischef i Dagens Nyheter 1919–1923 och från 1923 andre redaktör och fram till 1947  ansvarig utgivare på Dagens Nyheter. Ljungquist framträdde som berättare med provinsskildringarna Det mörka Småland (1921) och Livets strid (1922) samt den historiska romanen Nils Dacke (1927). Han tilldelades  Albert Bonniers författarstipendium 1922 och 1927. Makarna Ljungquist är begravda på Västra griftegården i Linköping.